# Tejadillos
Tejadillos es un municipio español de la provincia de Cuenca, en la comunidad autónoma de Castilla-La Mancha. Tiene una población de 103 habitantes (INE 2024).

## Geografía
El municipio tiene un área de 63,28 km².

## Historia
El ambiente urbano de Tejadillos tiene un interés destacado por ser uno de los que conserva su trazado medieval, así como unidad en su construcción popular serrana. La población está formada por dos barrios “paralelos” separados por el arroyo Tejadillos. El más antiguo y funcional es el del Cerro o de la Plaza, junto a la iglesia; el segundo, al otro lado del arroyo es el barrio del Cabezuelo, ampliación del pueblo en el siglo XVIII.
El núcleo primitivo de esta villa se encuentra en torno a la parroquia Nuestra Señora de la Natividad que destaca por su ancha y alta torre y que debió ser una torre defensiva reutilizada como campanario para la iglesia. Portada sencilla de dovelas con arco de medio punto y jambas con moldura. En el interior una única nave con machón y arco carpanel en el centro del cuerpo de la iglesia.
A mediados del siglo XIX, el lugar tenía contabilizada una población de 426 habitantes. Aparece descrito en el decimocuarto volumen del Diccionario geográfico-estadístico-histórico de España y sus posesiones de Ultramar de Pascual Madoz de la siguiente manera:

TEJADILLOS: l. con ayunt. en la prov. y dióc. de Cuenca (8 leg.), part. jud. de Cañete (2), aud. terr. de Albacete (21) y c. g. de Castilla la Nueva (Madrid 31). sit. al estremo NE. de la prov., en terreno montuoso; su clima es algo frio, bien ventilado y sano. Consta la pobl. de 100 casas distribuidas en dos barrios, denominados el uno de la Plaza y el otro del Cabezuelo, y separados por un arroyo; para surtido del vecindario hay buenas aguas; igl. parr. sit. en el barrio de la Plaza, servida por un cura de primer ascenso y un sacristan, y en el barrio del Cabezuelo una ermita dedicada á Ntra. Sra. del Carmen. El térm. confina por N. con el de Huerta del Marquesado; E. Salinas de Fuente del Manzano; S. Cañete, y O. La Laguna: en su jurisd. se hallan los restos ó casas de labor de Nogueron y Nogueroncillo; tambien aparecen vestigios de los aduares, en que habitaban los moros, y particularmente en los sitios del Castellar, Casarejos y otros: en las faldas del cerro que llega al sitio de la Peña de Mariestevan, y á corta dist. del arroyo mencionado, se halla una mina, ya abandonada, que llaman vulgarmente de Plata, y en el mismo sitio aparece carbon de piedra y algunas partículas brillantes, que parecen ser fragmentos de pirita de hierro ó cobre: en este terreno, impregnado de las mencionadas sustancias metálicas, se ven algunas fuentes de aguas sulfurosas, que se han aplicado con buen éxito á cierta clase de enfermedades. El terreno en general está formado de cerros, riscos elevados y cañadas profundas, aquellos poblados de pino negral y rodeno, robles, carrascas y otros arbustos y estas destinadas á la labor, pudiéndose contar entre todas las tierras que se cultivan 5,000 fan. El arroyo de que llevamos hecha mencion cruza el pueblo y parte del térm. en direccion al O., inclinándose después al S. Los caminos son locales y en mal estado: la correspondencia se recibe de la cab. de part. prod.: trigo, cebada, centeno, avena, cáñamo y algunas legumbres; se cria mucho ganado lanar y algun cabrio, vacuno y caballar, y mucha caza de liebres, perdices, conejos y alguna de mayor. ind.: la agrícola y pecuaria y un molino harinero pobl.: 108 vec., 426 alm. cap. prod.: 905,320 rs. imp.: 45,266.
(Madoz, 1849, p. 684)

## Demografía
Tejadillos cuenta con una población de 103 habitantes (INE 2024).
| Gráfica de evolución demográfica de Tejadillos entre 1842 y 2021                                                    |
| |
| Población de derecho según los censos de población del INE Población de hecho según los censos de población del INE |

## Fiestas
- 16 de julio: Virgen del Carmen, organizadas por la Asociación de Mujeres de Tejadillos La Cerecera.
- 5 de agosto: Virgen de las Nieves, organizadas por los veraneantes del pueblo y residentes de manera voluntaria.